# Macrosociologie
La macrosociologie se rapporte principalement aux recherches à propos des grands groupes sociaux : peuples, nations, civilisations.
En sociologie, existent différents niveaux d'analyse. La macro-sociologie est l'analyse de grandes collectivités (la ville, l'église) ou, plus abstraitement, des institutions sociales, des systèmes sociaux et des structures sociales.
Elle s'intéresse au grand format en analysant la société (et recherchant des modèles), la culture et les organismes d'une grande perspective ainsi que les changements en leur sein. Ce fut le cas de l'industrialisation, et plus récemment révolution de l'information. Tout phénomène qui ont apporté de nouvelles formes de société.
Grâce à la macro-sociologie, il est possible de prendre en compte la chose dans sa globalité et d'en observer (sinon obtenir) un meilleur arrangement de la société.
Les principaux représentants des théories macro-sociologiques sont :
- Karl Marx ; qui a en particulier analysé la société dans la perspective du conflit de classe entre celle des prolétaires (ouvriers) et celle des bourgeois, + Ludwig Gumplowicz, Ferdinand Tönnies,
- Max Weber ; qui a notamment observé la société du point de vue de sa modernisation rapide et a analysé les effets de ce processus, tels que la bureaucratisation,
- Émile Durkheim ; qui a étudié différentes questions se rapportant à des modèles sociaux de plus grande dimension, dont la première étude sociologique (liaison du suicide aux tendances sociales),
- Structuralisme (Claude Lévi-Strauss)
- Poststructuralisme (Pierre Bourdieu)
- Fonctionnalisme (Talcott Parsons)
- Théorie des systèmes sociaux (Niklas Luhmann),
- Société active d'Amitai Etzioni.

## Voir également